# Praatjesmakers
Praatjesmakers was een amusementstelevisieprogramma van de NCRV, gepresenteerd door Jochem van Gelder. In het programma ging Van Gelder in gesprek met kinderen.
Het programma kende door de jaren heen verschillende onderdelen:
- Tafel voor Twee: Van Gelder sprak met een kind over een specifiek onderwerp.
- Praatjes Raden: Twee bekende Nederlanders namen het tegen elkaar op met als doel zo veel mogelijk geld te verzamelen voor een specifiek goed doel. Ze moesten in dit spel een woord of begrip van een kind raden door middel van aanwijzingen die dat kind gaf.
- Een bekende Nederlander werd met verborgen camera door middel van het stellen van vragen door een kind in de maling genomen. Die vragen werden ingefluisterd door het team van Praatjesmakers.

De honderdste aflevering was op 8 april 2007. Hierna werden er nieuwe series uitgezonden, tot de laatste uitzending op 22 augustus 2010 vanwege Van Gelders vertrek bij de NCRV. Van Gelder werd in deze laatste aflevering door Henny Huisman verrast, waarbij alle kinderen die ooit te gast waren geweest in het programma de studio inliepen.
Op 24 mei 2025 keerde Van Gelder eenmalig terug met twee shows in het Nederlands Instituut voor Beeld en Geluid in het kader van het evenement 'Beeld & Geluid Spoelt Terug'.